# Cellulose
Cellulose is een hoofdbestanddeel van de celwanden van planten. Het is een organische verbinding die de meest voorkomende natuurlijke (biologische) polymeer (biopolymeer) is op aarde. Het komt ook voor bij verschillende algensoorten, en ook  enkele bacteriën zijn in staat cellulose uit te scheiden.
Cellulose is een  β-1,4-glucaan, een polysacharide (meervoudige suiker) opgebouwd uit een lineaire keten van enkele honderden tot vele duizenden β (1 → 4) gekoppelde D-glucose-eenheden, aan elkaar gelinkt tot een polymere keten.
Die lange ketens van glucose-eenheden vormen cellulosemoleculen, onderdelen van hogere structuren met vaak statische functies als scheurbestendige vezels in planten.
Plantenvezels bestaan meestal uit holle cellen met een dikke celwand, die grotendeels bestaat uit cellulose, hemicellulose en lignine.
Katoenvezel bestaat nagenoeg (90%) uit zuivere cellulose; bij hout is dat 40-50% en bij gedroogde hennep 57%.
Cellulose is bijna niet oplosbaar in klassieke oplosmiddelen. In tegenstelling tot andere polymere vormen van glucose, zoals zetmeel en glycogeen, is de biopolymeer cellulose slecht verteerbaar tot de celbrandstof glucose.Geen enkel hoger organisme is in staat cellulose af te breken tot glucose omdat ze hiervoor de enzymen niet hebben. Enkel bacteriën en schimmels/gisten zijn hiertoe in staat. Mensen kunnen het niet verteren.
Herkauwers hebben symbiotische bacteriën met het enzym cellulase in hun ingewanden waardoor ze de cellulose wel kunnen verteren. In gematigde streken wordt de cellulosecomponent in hout door xylofage kevers in het larve-stadium (larven van de boktorrenfamilie) en micro-organismen zoals schimmels afgebroken; in tropische gebieden vervullen termieten hierin een belangrijke rol. Net als bij andere insecten zijn het bij termieten de symbiotische micro-organismen in hun ingewanden die de cellulose tot glucose afbreken.

## Toepassingen

### Papierproductie
Cellulose is een belangrijke grondstof bij de productie van papier en karton. In de chemische industrie wordt het gebruikt voor vervaardiging voor cellofaan en celluloid en van kunstvezels voor textiel zoals viscose en modal en tal van andere toepassingen.

### Voedsel
In voedsel kan cellulose voorkomen als verdikkingsmiddel, vulmiddel, of anti-klontermiddel, bijvoorbeeld in sauzen, soep, ijs, margarine, jam, milkshakes en cake. Op het etiket is dit te herkennen aan het E-nummer E460.

### Alcohol
Uit cellulose kan door fermentatie eerst glucose en vervolgens alcohol (bio-ethanol) gemaakt worden. Door continue destillatie is de alcohol hieruit zeer goedkoop. Veel goedkopere sterke drank wordt dan ook bereid door aan deze alcohol water, kleur, geur en smaakstoffen toe te voegen. 